# واين بارتولوميو
واين بارتولوميو (بالإنجليزية: Wayne Bartholomew)‏ هو متركمج أسترالي، ولد في 30 نوفمبر 1954 في كوينزلاند في أستراليا.

## وصلات خارجية
- واين بارتولوميو على موقع الرابطة العالمية لركوب الأمواج (الإنجليزية)
- واين بارتولوميو على موقع EncyclopediaOfSurfing.com (الإنجليزية)
- واين بارتولوميو على موقع قاعة أستراليا للمشاهير الرياضية (الإنجليزية)
- واين بارتولوميو على موقع IMDb (الإنجليزية)
- واين بارتولوميو على موقع قاعدة بيانات الفيلم (الإنجليزية)